# Hình thành phôi vị
Hình thành phôi vị là một giai đoạn sớm trong sự phát triển phôi của hầu hết các động vật, trong đó phôi nang đơn lớp được tổ chức lại thành một cấu trúc nhiều lớp được gọi là phôi nang. Trước khi hình thành phôi vị, phôi là một biểu mô liên tục của các tế bào; vào cuối giai đoạn hình thành phôi vị, phôi đã bắt đầu sự khác biệt để thiết lập các dòng tế bào riêng biệt, thiết lập các trục cơ bản của cơ thể (ví dụ: lưng lưng, bụng trước) và nội xạ một hoặc nhiều loại tế bào bao gồm cả ruột tương lai.
Trong sinh vật ba lá phôi, phôi nang là trilaminar ("ba lớp"). Ba lớp mầm này được gọi là ngoại bì, trung bì và nội bì. Các sinh vật hai lá phôi, như Cnidaria và Ctenophora, phôi nang chỉ có ngoại bì và nội bì. The two layers are also sometimes referred to as the hypoblast and epiblast. Trong các sinh vật lưỡng bội, chẳng hạn như Cnidaria và Ctenophora, dạ dày chỉ có ectoderm và endoderm. Hai lớp cũng đôi khi được gọi là hạ bì phôi và hypoblast và thượng bì phôi.
Hình thành phôi vị diễn ra sau khi phân cắt và sự hình thành của phôi nang. Hình thành phôi vị được theo sau bởi sự phát sinh cơ quan, khi các cơ quan cá nhân phát triển trong các lớp mầm mới được hình thành. Mỗi lớp làm phát sinh các mô và cơ quan cụ thể trong phôi đang phát triển. Ngoại bì làm tăng biểu bì, hệ thần kinh và đến đỉnh thần kinh ở động vật có xương sống. Các nội bì cho tăng lên biểu mô của hệ thống tiêu hóa và hệ hô hấp, và các cơ quan liên quan đến hệ thống tiêu hóa, chẳng hạn như gan và tuyến tụy. Trung bì làm phát sinh nhiều loại tế bào như cơ, xương và mô liên kết. Trong động vật có xương sống, dẫn xuất trung bì bao gồm nguyên sống, tim, máu và mạch máu, sụn của xương sườn và đốt sống, và lớp hạ bì. Theo sau hình thành phôi vị, các tế bào trong cơ thể được tổ chức thành các tấm tế bào được kết nối (như trong epithelia), hoặc như một mạng lưới các tế bào bị cô lập, như trung mô.
Cơ chế phân tử và thời gian của hình thành phôi vị là khác nhau trong các sinh vật khác nhau. Tuy nhiên, một số đặc điểm phổ biến của sự hình thành phôi vị trên sinh vật ba lá phôi bao gồm: (1) Một sự thay đổi trong cấu trúc tôpô của phôi, từ một bề mặt đơn giản kết nối (hình cầu), với một bề mặt không kết nối đơn giản (giống như hình xuyến); (2) sự khác biệt của các tế bào thành một trong ba loại (endodermal, mesodermal, và ectodermal); và (3) chức năng tiêu hóa của một số lượng lớn các tế bào nội mô.
Lewis Wolpert, nhà sinh vật học phát triển tiên phong trong lĩnh vực này, đã được ghi nhận rằng "Nó không phải là sinh, hôn nhân, hay cái chết, nhưng sự hình thành phôi vị thực sự là thời điểm quan trọng nhất trong cuộc đời bạn." 
Các thuật ngữ "gastrula" và "gastrulation" được đặt ra bởi Ernst Haeckel, trong tác phẩm 1872 "Sinh học của các bọt biển siêng năng" ("Biology of Calcareous Sponges") của ông.
Mặc dù mô hình gastrulation thể hiện sự biến đổi rất lớn trong khắp vương quốc động vật, chúng được thống nhất bởi năm loại di động cơ bản [10] xảy ra trong quá trình hình thành phôi vị: 1) sự lõm vào 2) xoắn 3) đi vào 4) tách lớp 5) mọc phủ.